# Велика Армения
Велика Армения (на арменски: Մեծ Հայք; на старогръцки: Μεγάλη Ἀρμενία; на латински: Armenia Magna; на грузински: დიდი სომხეთი) е независима арменска държава от 190 г. пр.н.е. до 387 г. и под контрола на Римската и Персийската империя до 428 г. Границите на Велика Армения са се простирали от Каспийско до Средиземно море.
Терминът „Армения“ (Армина) първо се среща в Бехистунския надпис на персийския шах Дарий I в края на VI век пр.н.е. като обозначение на сатрапия, която е протекторат на Ахеменидското царство, а по-късно е независимо царство на Ервандидите (с македонско влияние).

## История

### Династия на Арташесидите
Влиянието на Селевкидското царство над Армения отслабва след поражението от римляните в Битката при Магнезия през 190 пр.н.е. Елинистическо-арменска държава е създадена през същата година от провъзгласилия се за независим цар Арташес I. Арташес е основател на династията на Арташесидите. Той разширява владенията на Велика Армения, провежда реформи, утвърждава правото на частна собственост върху земята, основава столицата Арташат. След като Антиох Велики е победен от римляните, картагенският пълководец Ханибал се крие за известно време при Арташес в Армения.
Най-голямо могъщество Велика Армения достига по времето на Тигран Велики от 95 до 66 г. пр.н.е., тогава се основава и нова столица – Тигранакерт. Армения управлява и се разпростира върху части от Кавказ и в земите на по-късните Източна Турция, Сирия и Ливан. За времето си Армения е една от най-могъщите държави на изток от Римската република, владеейки богати градове-центове на елинистическата култура и важни търговски пътища на изток от Средиземно море. Тя попада в римската сфера на влияние през 66 пр.н.е. след Битката при Тигранакерт и с окончателното поражение на арменския съюзник и цар на страната Понт Митридат VI Евпатор. Марк Антоний нахлува и подчинява царството през 34 пр.н.е., но Рим губи хегемонията си през 32 – 30 пр.н.е. по времето на Последната война на Римската република. През 20 пр.н.е. Октавиан Август договаря мир с Партското царство, оставяйки Армения като буферна зона между двете големи сили. Впоследствие, Армения често е във фокуса на спорове между Рим и партите, подкрепящи различни местни политически противници. Партското царство подчинява Армения през 37 г., но през 47 г. римляните си връщат контрола над царството.

### Династия на Аршакидите
При Нерон римляните водят военна кампания (през 55 – 63 г.) срещу Партското царство, което е окупирало Велика Армения – съюзник на Рим. След като спечелва Армения през 60 г. и я губи през 62 г. Рим праща там XV Аполонов легион от Панония при Гней Домиций Корбулон, легат на Сирия. През 63 г. изпращат допълнителни сили: III Галски легион, V Македонски легион, X Железен легион и XXII Дейотаров легион. Генерал Корбулон навлиза в територията на Вологаз I, който тогава под натиска на римляните връща Арменското царство на Тиридат I. През 114 г. Велика Армения е окупирана от Рим и е обявена за римска провинция, но след смъртта на император Траян през 117 г. царската власт в Армения е възстановена. В резултат на връзките й с партите се повишава иранското влияние върху социалнополитическата система, език, религия и култура на Велика Армения, т.е. местната арменска култура се сближава идейно със зороастризма, а новата арменска династия се утвърждава, като клон на партската династия Аршакиди.
Още една кампания се води по времето на император Луций Вер през 162 – 165 г., след като Вологаз IV от Партия нахлува в Армения и слага своя главен военачалник на трона ѝ. За да се противопостави на партската заплаха Вер поема на Изток. Неговата армия печели важни победи и успява да си върне столицата. Възцарен е, като клиентен владетел, римски гражданин от арменски произход Гай Сохаем (Gaius Julius Sohaemus). Но през 166 г., по време на епидемия в римската войска, партите си връщат повечето от изгубените територии. Сохаем отстъпва към Сирия и династията на Аршакидите си връща властта над Армения.

### Християнски период
След падането на партската династия на Аршакидите в Персия, наследилата я Сасанидска династия иска да възстанови персийския контрол. Сасанидите окупират Армения през 252 г. Все пак през 287 г. Тиридат III е върнат като цар от римските войски, които отблъскват врага.. Скоро след това Тиридат приема християнството за официална религия на царството. Традиционно сочената дата е 301 г., по-рано отколкото много от историците датират приемането му от Константин I Велики и десет години по-рано от Медиолансият едикт. Основния разпространител на християнството във Велика Армения е Григорий Просветител.
През 387 г. Велика Армения е разделена между Източната римска империя и персийците. Западна Армения бързо е преобразувана в провинция Малка Армения; Източна Армения остава царство в границите на Персия до 428 г., когато местната аристокрация сваля царя ѝ, и Сасанидите поставят губернатор на негово място. През 885 г., след години на римско, персийско и арабско управление, Армения си връща независимостта под управлението на династията на Багратидите.
Подробно описание на историческият, административен и политически статут на древната и ранносредновековна Армения в границите на Велика Армения и намиращата се на запад от нея Малка Армения, се съдържа в „Географски световен атлас“ (Ашхарацуйц) съставен от Мовсес Хоренаци и Анания Ширакаци – арменски географи и историци през V и VII век. По времето на съставянето на атласа съществуването на държава с името Велика Армения е в миналото, но терминът „Велика Армения“ се използва, за да се посочи ареала на местообитание на коренния арменски народ.

## Култура

### Митология и вярвания
През Античността при арменците е силен култът към Слънцето, а те самите са огнепоклонници. В началото се усеща сближаване с персийския пантеон, една от проявите на което е преименуването на върховния бог Халд в Арамазд (местното произношение на името на зороастрийския бог Ахура Мазда). Неговата дъщеря Нане е богиня-майка, олицетворение на плодородието, но според някои изследователи тя изпълнява функциите и на богиня на войната. Дори и до днес в Армения ласкавото обръщение към старите жени е „нани“, майко. Бог на писмеността и писар на боговете е Тир. В пантеона влизат още Ванатур, Баршамин и други. Михър (Мъхер) е управляващ небесната светлина, синоним на слънцето и огъня, за който е очевидна връзката с персийския бог Митра.
В началото на Средновековието митологията и боговете на арменците са продължение на античния пантеон. По-късно, под влиянието на елинизма, те постепенно се трансформират, получават нови имена, а понякога променят и функциите си. Нане, дъщерята на Арамазд, получава новото име Анахит и съответства на малоазиатската Анаита (Анахита). Тя поема функциите на гръцката Артемида и отчасти на Атина – става Велика майка, покровителка на дома, семейството, плодородието, любовта и лова.
Малко по-късно се появява култът към Астхик, съответстваща на Афродита. Тя „отнема“ от Анахит функциите на любовта и еротиката. Предполага се, че в нейните храмове съществува култова проституция, практикувана от жреците. Астих е любимата на Вахагън, победител на драконите вишапи, който съчетава в себе си чертите на Аполон и Херакъл. Той е бог на войната, героизма и победите, като в същото време олицетворява и слънцето. Според народните вярвания Вахагън е рус момък, с пламтящи коси, огнена брада и очи-слънца, роден от четирите стихии – огън, вода, земя и небе. Той е смел ловец и борец срещу черните сили и тъмнината. Той е и причината за появата на Млечния път. През една студена, зимна нощ, открадва купа сено, но по пътя то се разсипва и се появява „Следата на крадеца на слама“, т.е. Млечният път. Лингвистите свързват името му със санскритските думи вах („носещ“) и агни (огън). Друг вариант за произхода на името му е от древното индоевропейско коренно понятие бахагин (божество).
В страната се изграждат богати и красиви светилища и храмове на различните богове, с олтари за жертвоприношения, на които се принасят в чест на боговете животни, вино и плодове. Главното светилище на Арамазд е изградено в Ани-Кемах, а на Вахагън – в Ащишат. Светилището на Анахит е в Ериза, днешен Ерзинджан в Турция, където е издигната нейна златна статуя. При разкопките на град Арташат са открити многобройни керамични статуетки, посветени на различните божества, но преобладаващи са тези на Анахит. Главното светилище на Армения се намира в град Багаран и там ежегодно се организира всенародно празнуване на Навасарт, настъпването на Нова година, което става през август. В града пристига царското семейство, аристокрацията, свободните жители и в продължение на една седмица се правят жертвоприношения и се провеждат състезания, театрални представления, спортни и военни игри и състезание между певците-разказвачи вибасани. В наше време отзвук от този празник се наблюдава в организирания от арменската християнска църква празник на водата Вартавар.

### Строителство и архитектура
Както Арташесидите, така и техните предци, се изявяват като добри продължители на строителните традиции на Урарту. По тяхно време са построени няколко големи града – Нахджаван (сега Нахичеван), Арташат (161 г. пр.н.е.), Армавир, Зарехаван и други. Доизграждат се и вече създадените Аршамашат в Цопк, Аркадиакерт, Ван (на мястото на старата Тушпа, столица на Урарту), Ервандакерт.
Сериозен принос към строителството в страната има Тигран II Велики, който през 77 г. пр.н.е. основава на юг новата столица Тигранакерт. Градът е с добра планировка и градоустройствено решение – в центъра му са издигнати дворци, храмове, тържища, открит амфитеатър, подобен на този в малоазиатския Пергам. Такъв театър е построен и в старата столица Арташат. Страбон и Херодот пишат с възхищение за красотата и богатството на тези градове.
Разкопките на някои от градовете, като Армавир и Арташат, които се намират на територията на днешна Армения, дават богата информация за бита и културата на древните арменци. Технологията и стилът на градеж да сградите показва едно плавно преливане от урартийските строителни традиции, към римско-елинските принципи. По принцип езическите храмове впечатляват повече с монументалната си външност и значителните си размери. Вътрешното им пространство е сурово и неприветливо. Там се намира олтарът-жертвеник, но достъп до него имат само жреците и избрани хора, тъй като храмът е жилище на бога, а простосмъртните стоят отвън.
В началните векове от новата ера са издигнати нови градове и се доизграждат вече съществуващи като например Вардгесван, който е превърнат в столица от цар Вахаршак I (Артаваз II) и наречен от него Вахаршапат. Днес това е град Баграмян (Ечмиадзин) в провинция Армавир на Армения. Добър пример за строителството от онова време е изградената през I век от Търдат I (Тиридат I) лятна резиденция-крепост Гарни, на около 30 km северно от Ереван. Там е издигнат прочутият езически храм, посветен на Михър, който днес е напълно възстановен, като са използвани собствените му каменни блокове, пръснати наоколо. Храмът, построен в елинистичен стил, оказва внушително въздействие, благодарение на мощните си колони и класически пропорции. Изграден е, заедно с крепостта, от която са останали само руини, от дялани каменни блокове, свързани с железни скоби. Всички постройки са пострадали от силно земетресение през 10 век.

### Изобразителни изкуства
Многократните нашествия, превратната съдба на арменците, погромите и разрухата, днес ни лишават от голяма част от източниците на информация за цивилизацията, процъфтявала там през Античността. Няма никакви запазени следи от живописта от онова време и за наличието ѝ може да се съди само по фрагменти от стенописите от периода на Урарту и следващите след Античността, създадени през ранното Средновековие. Логично е да е съществувала връзка между двата периода и живописната традиция да не е била прекъсвана. Въпреки че до днес не са достигнали никакви произведения на живописта, но по писмените описания на царските дворци се прави изводът, че стените на тронната зала и покоите на царя са били покрити с фрески.
Запазени са поне някои скулптурни образци, от които могат да се направят изводи за развитието на изобразителното изкуство в страната. В планината Немрут от Тавърската планинска верига е открито светилище-некропол от времето на армено-комагенския цар Антиох I, живял през 1 век преди Христа. На изравнени площадки са поставени многобройни каменни статуи, изваяни от монолитни блокове варовик. Намерени са и блокове с барелефи и надписи на гръцки. По-голямата част от тях представляват глави на божества или портрети на царе, като някои са високи до 8 m. В центъра се издига скулптурната фигура на Зевс-Арамазд, а до него – тази на Михър-Аполон-Хелиос.
Главата на цар Антиох е увенчана с арменска корона, а от двете страни на пиедестала са поставени правоъгълни барелефи, изобразяващи царя, приветстван от Арамазд, Михър и Херакъл. Според надписите царският род на Комагена произхожда от династията Ервандиди и през 4 – 3 век пр.н.е. Комагена е била част от Армения.
Скулптурните фрагменти по базалтовите капители на колоните, резбованите фризове, фронтоните и барелефите на храма в Гарни, както и подобни елементи, открити при разкопките на античните градове, говорят, че старата традиция за резба върху камък е продължила да се развива и усъвършенства. Тя става по-фина и елегантна и се добавят нови декоративни мотиви. По същото време в Армения вече е известно стъклото и от него се изработват различни малки, разноцветни съдове, бижута и мъниста.
Мозайката също е застъпена в художествената декорация, изработвана предимно като подова украса в тържествени зали и царските бани. В резиденцията на крепостта Гарни е открит добре запазен фрагмент от ситна, цветна, каменна мозайка, положена по пода на баня от 3 век. Изобразени са сцени от митологията и към тях има надписи на гръцки език.
Свидетелство за изобразителното изкуство и търговската мощ на Армения са сребърните и бронзови монети, сечени от Тигран II, Артавазд II, Тигран III, Тигран IV, царица Ерато и Ерванд II, на които са изобразени тези царе. Надписите на всички монети са на гръцки език. Те имат голяма нумизматична стойност, тъй като много малко от тях са достигнали до наши дни.

### Театър
Съществуват неоспорими доказателства за наличието на арменски фолклорен театър от площаден тип, чиито корени отиват дълбоко назад във вековете. Народният арменски театър произхожда от песнопенията на професионалните оплаквачи при погребенията на царе и аристократи. Постепенно те започват да се придружават от наивни, примитивни игрални сцени, в които са демонстрирани бойните и мирни подвизи на починалия. По време на народни празници се разиграват сцени от митологията, съчетани с песни и танци.
Най-добрите актьори, певци и танцьори са канени на празненствата на знатните арменци и те постепенно постигат професионално ниво. Започват да пътуват от град на град и да изнасят спектакли по площадите. През I век пр.н.е. се развиват паралелно официалният театър от елинистичен тип и площадния, които дори достигат до противоборство. А построяването на амфитеатъра в Арташат през 63 г. говори, че на арменска сцена също са играни представления. Театралното изкуство съчетава диалози, игра, пантомима, песни, танци и циркови номера.
Първите свидетелства за театралното изкуство в страната обаче, са почерпени от гръцкия историк Плутарх, който пише, че през 53 г. пр.н.е. в столицата Арташат се е състоял спектакъл, представен от гръцки актьори. В амфитеатъра, пред цар Артаваз II и партския владетел Ород II, те играят трагедията на Еврипид „Вакханки“. Когато главният герой трябва да поднесе на сцената главата на убит елен, той внася главата на римския консул и пълководец Марк Крас. С това тържествено е оповестена победата на обединените арменски и понтийски сили над римските легиони. Това събитие се приема за началото на арменския професионален театър.
За трайното присъствие на театъра в Армения говорят многобройните театрални маски, откривани при разкопки, както и техните изображения върху древни съдове.

### Музикални изкуства
В древността арменците употребяват петстепенната тонова система (пентатоника), състояща се от до, ре, фа, сол и ла. През античния период, вероятно под влиянието на елинската култура, те възприемат седемстепенната гама. Характерна за старата арменска музика е диатоничната гама, залегнала в строя на музикалните инструменти. Тя обаче, не съответства на звуците в клавиатурата на днешното европейско пиано.
В древността са много разпространени песните и разказите на арменските рапсоди – вибасани. Особено почитани стават тези от провинцията Гохдан в предпланините на Зангезур. С песен те представят старинни и по-нови предания и легенди и изпълняват епични песни.
Музикалните инструменти, на които свирят античните арменци са посочени в произведенията на арменския историк Мовсес Хоренаци. Споменати са:
- Пандири – струнен инструмент, подобен на китара
- Вин – струнен музикален инструмент, вид лютня или уд
- Сиринкс (Съринк) – духов инструмент, подобен на флейта или кавал
- Кънар (Кнар) – струнен музикален инструмент, лира
- Давих – струнен инструмент, вид арфа
- Пох – дървен духов инструмент, зурна
- Цъндзха – перкусионен музикален инструмент, подобен на зилове

Арменските мъжки танци, от древни времена, са темпераментни и даже буйни, изпълнени със сложни стъпки. Жените танцуват грациозно, елегантно и сдържано, почти без движения на торса и без сложни стъпки. Целият им финес се дължи на плавните движения на ръцете, китките, пръстите, раменете и дори погледа. За впечатляващия танц на една от жените, Хоренаци употребява израза „пееше с ръцете си“.
Информация за народния фолклор от онези времена се черпи главно от труда на Мовсес Хоренаци „История на арменците“. Създадени са много народни песни, които в голямата си част са кратки и лаконични, за разлика от епичните произведения на вибасаните (рапсоди). Те впечатляват с тънкия си хумор, насмешливата наблюдателност и игривия ритъм на стиха. Създадени са не само любовни песни, а и трудови, които са проникнати от приповдигната романтика. Те отразяват както радостта от труда и творчеството, така и мъката и възмущението на отрудените, обезправени роби.
По-късно, през 13 – 14 век, под влияние на източния фолклор, се появяват песни, които изобилстват с множество епитети и сравнения и са по-пищни и многословни, понякога дори разточителни.